# Drumul spre Sugarland
Drumul spre Sugarland (titlu original: The Sugarland Express) este un film american de crimă din 1974 regizat de Steven Spielberg (debut regizoral cinematografic). Rolurile principale au fost interpretate de actorii Goldie Hawn, Ben Johnson, William Atherton și Michael Sacks. Scenariul este scris de Hal Barwood și Matthew Robbins după o poveste a acestora scrisă împreună cu Spielberg.

## Prezentare
Filmul urmărește un soț și o soție care încearcă să ocolească legea și s-a bazat pe un eveniment real. În film, o femeie și soțul ei iau ostatic un ofițer de poliție și fug prin Texas, în timp ce încearcă să ajungă la copilul lor înainte ca acesta să fie pus în plasament la orfelinat. Evenimentul a avut loc parțial, povestea este parțial plasată, iar filmul a fost parțial filmat în Sugar Land, Texas. Alte scene au fost filmate în San Antonio, Live Oak, Floresville, Pleasanton, Converse și Del Rio, Texas.

## Distribuție
- Goldie Hawn - Lou Jean Poplin
- William Atherton - Clovis Michael Poplin
- Ben Johnson - Captain Harlin Tanner
- Michael Sacks - Patrolman Maxwell Slide
- Gregory Walcott - Patrolman Ernie Mashburn
- Steve Kanaly - Patrolman Jessup
- Louise Latham - Mrs. Looby
- Dean Smith - Russ Berry

Adevăratul polițist răpit, James Kenneth Crone, a jucat un rol minor în film ca ajutor de șerif.